# Фусин
Фусин е град в провинция Ляонин, Североизточен Китай. Общото население на целия административен район, който включва и града, е 1 819 339 жители, а градското население е 669 317 (2010 г.). Общата площ на целия административен район е 10 445 кв. км, а градската част е с площ от 459 кв. км. Намира се в часова зона UTC+8. Телефонният му код е 418. Средната температура е 8,5 градуса. В града се добива 90% от ахата в Китай.

## Побратимени градове
- Гери, Индиана, САЩ